# ریورتون (کالیفرنیا)
ریورتون (به انگلیسی: Riverton) یک منطقهٔ مسکونی در ایالات متحده آمریکا است که در شهرستان ال دورادو، کالیفرنیا واقع شده‌است. ریورتون ۲۳ نفر جمعیت دارد و ۹۸۷ متر بالاتر از سطح دریا واقع شده‌است.